# Farnam (Nebraska)
Farnam es una villa ubicada en el condado de Dawson en el estado estadounidense de Nebraska. En el Censo de 2010 tenía una población de 171 habitantes y una densidad poblacional de 98,1 personas por km².

## Geografía
Farnam se encuentra ubicada en las coordenadas 40°42′23″N 100°12′56″O / 40.70639, -100.21556. Según la Oficina del Censo de los Estados Unidos, Farnam tiene una superficie total de 1.74 km², de la cual 1.74 km² corresponden a tierra firme y (0%) 0 km² es agua.

## Demografía
Según el censo de 2010, había 171 personas residiendo en Farnam. La densidad de población era de 98,1 hab./km². De los 171 habitantes, Farnam estaba compuesto por el 91.81% blancos, el 0% eran afroamericanos, el 0.58% eran amerindios, el 0% eran asiáticos, el 3.51% eran isleños del Pacífico, el 2.92% eran de otras razas y el 1.17% pertenecían a dos o más razas. Del total de la población el 8.77% eran hispanos o latinos de cualquier raza.